# Kenny Layne
Kenny Layne (Queens, 22 juli 1982), beter bekend als Kenny King, is een Amerikaans professioneel worstelaar die momenteel worstelt voor de Total Nonstop Action Wrestling. King is vooral bekend van zijn tijd bij Ring of Honor, van 2007 tot 2012.
In 2002 was Layne een van de deelnemers van de realitysoap van World Wrestling Federation, WWF Tough Enough.

## In het worstelen
- Finishers
  - Coronation
  - Royal Flush (TNA; in ROH gebruikt als 'kenmerkend beweging')
- Kenmerkende bewegingen
  - Enzuigiri
  - Rolling wheel kick
  - Springboard clothesline
- Bijnamen
  - "The Natural"
  - "The Pretty Boy Pitbull"
- Opkomstnummers
  - "Magic Machine" van Dale Oliver (TNA)

## Prestaties
- Full Impact Pro
  - FIP Tag Team Championship (1 keer: met Jason Blade)
- Ring of Honor
  - ROH World Tag Team Championship (1 keer: met Rhett Titus)
- Ultimate Wrestling Federation
  - UWF Vegas Heavyweight Championship (1 keer)
- Total Nonstop Action Wrestling
  - TNA X Division Championship (1 keer)